# 甲南町竜法師
甲南町竜法師（こうなんちょうりゅうぼうし）は、滋賀県甲賀市にある地名。

## 地理
甲賀市甲南町の南部に位置し、東は甲南町野尻、南は甲南町柑子・甲南町磯尾、西は甲南町新治、北は甲南町野田・甲南町寺庄に接する。東端を浅野川が流れ、北川で杣川と合流する。東西を滋賀県道4号草津伊賀線、滋賀県道337号柑子塩野線、南北に滋賀県道133号伊賀甲南線が通じる。

## 歴史
文和年間、京都四条畷での戦いに敗れた南朝方の池原忠房兄弟が帰農し開拓したところという。中世は池原杣荘に属したと考えられる。室町時代の文明2年（1470年）正月に望月弥次郎が杣荘のうち「龍法師」などを与えられたと望月文書にあり、これが地名の初出である。1585年の甲賀ゆれと水口岡山城築城によりその支配下に入ったと考えられるが、1592年の時点では1127石余りが豊臣氏の蔵入地（直轄地）となっている。1600年から幕府領となった。

## 世帯数と人口
2019年（令和元年）9月30日現在の世帯数と人口は以下の通りである。
| 町丁         | 世帯数  | 人口  |
| ------------ | ------- | ----- |
| 甲南町竜法師 | 207世帯 | 583人 |

## 学区
市立小・中学校に通う場合、学区は以下の通りとなる。
| 番・番地等 | 小学校                 | 中学校             |
| ---------- | ---------------------- | ------------------ |
| 全域       | 甲賀市立甲南中部小学校 | 甲賀市立甲南中学校 |

## 交通
- 滋賀県道4号草津伊賀線
- 滋賀県道337号柑子塩野線
- 滋賀県道133号伊賀甲南線

## 施設
- 甲賀市立甲南中部小学校
- 甲南情報交流センター忍の里プララ
- 甲賀流忍術屋敷
- フレンドタウンコウカ
- 天満宮
- 嶺南寺
- 金龍院
- 瀬古薬師堂

## その他

### 日本郵便
- 郵便番号 : 520-3311[3]（集配局：甲南郵便局[8]）